# Cryptactites peringueyi
Genre
Espèce
Synonymes
- Phyllodactylus peringueyi Boulenger, 1910

Statut de conservation UICN

 CR B1ab(iii)+2ab(iii) : 
En danger critique
Cryptactites peringueyi, unique représentant du genre Cryptactites, est une espèce de geckos de la famille des Gekkonidae.

## Répartition
Cette espèce est endémique du Cap-Oriental en Afrique du Sud. Elle vit sur les côtes, souvent en association avec les phragmites.

## Description
C'est un petit gecko qui mesure jusqu'à 50 mm. Il possède une tête allongée, avec des petites bosses à l'arrière. La couleur de base varie dans les tons de brun. La face ventrale est crème, avec des petites parties sombres. 

## Publications originales
- Boulenger, 1910 : A revised list of the South African reptiles and batrachians, with synoptic tables, special reference to the specimens in the South African Museum, and descriptions of new species. Annals of the South African Museum, vol. 5, p. 455-538 (texte intégral).
- Bauer, Good & Branch, 1997 : The taxonomy of the southern African leaf-toed geckos (Squamata: Gekkonidae), with a review of Old World Phyllodactylus and the description of five new genera. Proceedings of the California Academy of Sciences, ser. 4, vol. 49, no 14, p. 447-497 (texte intégral).